# Pablo Miyazawa
Pablo Miyazawa é um jornalista brasileiro. Foi editor-chefe da revista Rolling Stone Brasil de 2006 a 2014, e desde janeiro de 2015 é editor do portal IGN Brasil. Trabalhou também nas revistas Nintendo World, EGM Brasil, Herói, Play e Pokémon Club.
Na Conrad Editora, manteve o site Gamer.br no portal IG entre 2006 e 2011, e o Blog do Pablo Miyazawa no portal UOL, em 2014. Já publicou trabalhos na Folha de S.Paulo e nas revistas Superinteressante, Set, MTV e Status.
Começou sua carreira como "Powerline" da Gradiente (representante da Nintendo no Brasil) - o "powerline" dá dicas para jogos por telefone. Em 2015, foi o primeiro integrante da equipe editorial da filial brasileira do portal IGN, especializado em jogos eletrônicos.
Em 2016, lançou o livro 52 mitos pop pela editora Paralela. Atualmente mantém a coluna "Mitos do Pop" no canal do site Adoro Cinema no Youtube.